# Stenodrepanum bergii
Stenodrepanum bergii är en ärtväxtart som beskrevs av Hermann August Theodor Harms. Stenodrepanum bergii ingår i släktet Stenodrepanum och familjen ärtväxter. Inga underarter finns listade i Catalogue of Life.